# Elisabeth Nørager
Elisabeth Nørager (født 28. august 1951) er en dansk skuespiller.
Nørager blev uddannet fra Statens Teaterskole i 1973.

## Filmografi
- Mig og Mafiaen (1973)
- Nyt legetøj (1977)

### Tv-serier
- En by i Provinsen (1977-1980)